# The Little Matchgirl
|  | Denne artikel omhandler filmen fra 2006. For den animerede kortfilm fra 1937, se The Little Match Girl. |
The Little Matchgirl er en amerikansk animeret kortfilm af Roger Allers fra 2006. Filmen er baseret på eventyret om Den lille pige med svovlstikkerne af H.C. Andersen.

## Handling
I de sneklædte gader i en russisk by byder en en lille pige tændstikker til salg. De forbipasserende ignorerer pigen, og da hun stiller sig op på soklen til en gadelampe for at få opmærksomhed, bliver hun sat tilbage på jorden. Pigen trækker sig tilbage til en baggård. Hun fryser, mangler ordentlige sko, og vælger derfor efter lidt tøven at antænde en af tændstikkerne for at få lidt varme.
I skæret fra ilden fremkommer en kamin som hun varmer sig ved, men pludselig slukker tændstikken og synet forsvinder. Den anden tændstik leder hende til et veldækket bord, den tredje ændrer bringer hende ind i en fantasi med en kanetur, der ender ved en statelig villa. En godmodig gammel dame åbner døren og ser glad på pigen. Da tændstikken er ved at brænde ud og synet dermed vil forsvinde, antænder pigen alle sine resterende tre tændstikker. Hermed fortsætter fantasien og den bedstemorlignende kvinde omfavner pigen og en dør åbnes og afslører et velsmykket juletræ. Lysene på træet forvandles til stjerner på himlen. I sneen ligger den frosne pige. Ånden fra den gamle kvinde dukker frem og tager pigens ånd med.

## Produktion
The Little Matchgirl var oprindeligt planlagt som en scene i Fantasia 2006. Filmen, der var planlagt til at efterfølge Fantasia 2000, blev dog aldrig realiseret. I stedet blev scenen omdannet til en særskilt kortfilm. The Little Matchgirl kombinerer traditionel animation med computer-animerede elementer. Filmen havde premiere på Festival d’Animation Annecy den 5. juni 2006 og blev efterfølgende udgivet på DVD på specialudgaven af Den lille Havfrue i 2006.
Filmmusikken i The Little Matchgirl er fra Alexander Borodins Nocturne fra anden strygekvartet i D-Dur, Opus 55.

## Priser og nomineringer
The Little Matchgirl blev nomineret i 2007 til en oscar i kategorien bedste animerede kortfilm, men tabte til filmen The Danish Poet.